# Sean Brady (peleador)
Sean Thomas Brady (Filadelfia, Pensilvania; 23 de noviembre de 1992) es un artista marcial mixto estadounidense que compite en la división de peso wélter de Ultimate Fighting Championship. Desde el 25 de marzo de 2025 es el número 1 en la clasificación de peso wélter de la UFC.

## Primeros años
Nació y creció en Fox Chase, Filadelfia. Mientras estudiaba en la Escuela Secundaria de Arte y Tecnología Swenson para convertirse en mecánico de automóviles, empezó a entrenar muay thai, y posteriormente también empezó a practicar jiu-jitsu brasileño.

## Carrera en las artes marciales mixtas

### Inicios
Pasando la mayor parte de su tiempo en el Cage Fury Fighting Championship, compiló un récord profesional invicto de 10-0. En el camino, ganó el título de peso wélter con una victoria por sumisión sobre Mike Jones. Después, defendió su campeonato de las 170 libras con un nocaut en el cuarto asalto sobre Taj Abdul-Hakim. Tras esta actuación, se le concedió un contrato con la UFC.

### Ultimate Fighting Championship

#### 2019
Brady debutó en UFC contra Court McGee el 18 de octubre de 2019 en UFC on ESPN: Reyes vs. Weidman. Ganó el combate por decisión unánime.
Brady enfrentó a Ismail Naurdiev el 29 de febrero de 2020 en UFC Fight Night: Benavidez vs. Figueiredo. Ganó el combate por decisión unánime.
Brady enfrentó a Christian Aguilera el 29 de agosto de 2020 en UFC Fight Night: Smith vs. Rakić. Ganó el combate por sumisión en el segundo asalto. Esta victoria le valió el premio a la Actuación de la Noche.
Se esperaba que Brady enfrentara a Belal Muhammad el 19 de diciembre de 2020 en UFC Fight Night: Blaydes vs. Lewis. Sin embargo, a finales de octubre, se rompió la nariz y tuvo que abandonar el combate.
Brady enfrentó a Jake Matthews el 6 de marzo de 2021 en UFC 259. Ganó el combate por sumisión en el tercer asalto.
Brady estaba programado para enfrentar a Kevin Lee el 10 de julio de 2021 en UFC 264. Sin embargo, Lee se retiró por lesión y el combate fue reprogramado para UFC on ESPN: Barboza vs. Chikadze el 28 de agosto de 2021. Posteriormente, el combate se canceló de nuevo después de que se retirara debido a una infección en el pie.
Brady enfrentó a Michael Chiesa el 20 de noviembre de 2021 en UFC Fight Night: Vieira vs. Tate. Ganó el combate por decisión unánime.
Brady enfrentó a Belal Muhammad el 22 de octubre de 2022 en UFC 280. Perdió el combate por TKO en el segundo asalto.
Brady enfrentó a Kelvin Gastelum el 2 de diciembre de 2023, en UFC on ESPN 52. Ganó la pelea por sumisión en el tercer asalto. Esta victoria lo hizo merecedor de su segundo premio de Actuación de la Noche..

#### 2024
Brady enfrentó a Gilbert Burns el 7 de septiembre de 2024, en UFC Fight Night 244. Ganó la pelea por decisión unánime.

## Campeonatos y logros
- Ultimate Fighting Championship
  - Actuación de la Noche vs. Christian Aguilera[14]
  - Actuación de la Noche vs. Leon Edwards

- MMAjunkie.com
  - Sumisión del mes de agosto de 2020 vs. Christian Aguilera[32]

- Cage Fury Fighting Championships
  - Campeonato de Peso Wélter de Cage Fury FC (una vez)
    - Dos defensas exitosas del título

## Récord en artes marciales mixtas
| Récord profesional | Récord profesional | Récord profesional |
| 19 peleas          | 18 victorias       | 1 derrotas         |
| ------------------ | ------------------ | ------------------ |
| Nocaut             | 3                  | 1                  |
| Sumisión           | 6                  | 0                  |
| Decisión           | 9                  | 0                  |

| Resultado | Récord | Oponente             | Método                                             | Evento                                    | Fecha                    | Ronda | Tiempo | Localización                | Notas                                                      |
| --------- | ------ | -------------------- | -------------------------------------------------- | ----------------------------------------- | ------------------------ | ----- | ------ | --------------------------- | ---------------------------------------------------------- |
| Victoria  | 18–1   | Leon Edwards         | Sumisión técnica (estrangulamiento por guillotina) | UFC Fight Night: Edwards vs. Brady        | 7 de septiembre de 2024  | 4     | 1:39   | London, England             | Actuación de la noche                                      |
| Victoria  | 17–1   | Gilbert Burns        | Decisión (unánime)                                 | UFC Fight Night 244                       | 7 de septiembre de 2024  | 5     | 5:00   | Las Vegas, Nevada           |                                                            |
| Victoria  | 16–1   | Kelvin Gastelum      | Sumisión (kimura)                                  | UFC on ESPN: Dariush vs. Tsarukyan        | 2 de diciembre de 2023   | 3     | 1:43   | Austin, Texas               | Actuación de la noche.                                     |
| Derrota   | 15-1   | Belal Muhammad       | TKO (puñetazos)                                    | UFC 280                                   | 22 de octubre de 2022    | 2     | 4:47   | Abu Dhabi                   |                                                            |
| Victoria  | 15-0   | Michael Chiesa       | Decisión (unánime)                                 | UFC Fight Night: Vieira vs. Tate          | 20 de noviembre de 2021  | 3     | 5:00   | Las Vegas, Nevada           |                                                            |
| Victoria  | 14-0   | Jake Matthews        | Sumisión (estrangulamiento del brazo)              | UFC 259                                   | 6 de marzo de 2021       | 3     | 3:28   | Las Vegas, Nevada           |                                                            |
| Victoria  | 13-0   | Christian Aguilera   | Sumisión técnica (estrangulamiento por guillotina) | UFC Fight Night: Smith vs. Rakić          | 29 de agosto de 2020     | 2     | 1:47   | Las Vegas, Nevada           | Actuación de la Noche.                                     |
| Victoria  | 12-0   | Ismail Naurdiev      | Decisión (unánime)                                 | UFC Fight Night: Benavidez vs. Figueiredo | 29 de febrero de 2020    | 3     | 5:00   | Norfolk, Virginia           |                                                            |
| Victoria  | 11-0   | Court McGee          | Decisión (unánime)                                 | UFC on ESPN: Reyes vs. Weidman            | 18 de octubre de 2019    | 3     | 5:00   | Boston, Massachusetts       |                                                            |
| Victoria  | 10-0   | Tajuddin Abdul Hakim | TKO (puñetazos)                                    | CFFC 72                                   | 16 de febrero de 2019    | 4     | 3:36   | Atlantic City, Nueva Jersey | Defendió el Campeonato de Peso Wélter de Cage Fury FC.     |
| Victoria  | 9-0    | Gilbert Urbina       | Decisión (uunánime)                                | LFA 49                                    | 14 de septiembre de 2018 | 3     | 5:00   | Atlantic City, Nueva Jersey |                                                            |
| Victoria  | 8-0    | Colton Smith         | Decisión (unánime)                                 | Shogun Fights: Florida                    | 17 de marzo de 2018      | 3     | 5:00   | Hollywood, Florida          |                                                            |
| Victoria  | 7-0    | Mike Jones           | Sumisión (estrangulamiento por detrás)             | CFFC 68                                   | 21 de octubre de 2017    | 2     | 1:31   | Atlantic City, Nueva Jersey | Defendió el Campeonato de Peso Wélter de Cage Fury FC.     |
| Victoria  | 6-0    | Tanner Saraceno      | Sumisión (estrangulamiento por guillotina)         | CFFC 65                                   | 20 de mayo de 2017       | 1     | 3:36   | Filadelfia, Pensilvania     | Ganó el vacante Campeonato de Peso Wélter de Cage Fury FC. |
| Victoria  | 5-0    | Chauncey Foxworth    | KO (puño giratorio hacia atrás)                    | CFFC 60                                   | 6 de agosto de 2016      | 1     | 0:57   | Atlantic City, Nueva Jersey |                                                            |
| Victoria  | 4-0    | Rocky Edwards        | Decisión (unánime)                                 | CFFC 56                                   | 27 de febrero de 2016    | 3     | 5:00   | Filadelfia, Pensilvania     |                                                            |
| Victoria  | 3-0    | Aaron Jeffery        | Decisión (unánime)                                 | CFFC 53                                   | 4 de diciembre de 2015   | 3     | 5:00   | Filadelfia, Pensilvania     |                                                            |
| Victoria  | 2-0    | Jake Gombocz         | Decisión (unánime)                                 | CFFC 48                                   | 9 de mayo de 2015        | 3     | 5:00   | Atlantic City, Nueva Jersey | Debut en el peso wélter.                                   |
| Victoria  | 1-0    | Paul Almquist        | TKO (puñetazos)                                    | CFFC 38                                   | 9 de agosto de 2014      | 1     | 0:33   | Atlantic City, Nueva Jersey | Debut en el peso ligero.                                   |